# Apatania sinensis
Apatania sinensis là một loài Trichoptera trong họ Apataniidae. Chúng phân bố ở miền Cổ bắc và miền Ấn Độ - Mã Lai.